# Glasspar
Die Glasspar Company war ein US-amerikanischer Stellmacher und Hersteller von Karosserien für Autos sowie von Sportbooten, der mindestens von 1950 bis 1955 in Santa Ana (Kalifornien) ansässig war. Das Unternehmen wurde 1945 von Bill Tritt und zwei Kompagnons gegründet, die 1947 mit dem Bau von Segelbooten aus GFK begonnen hatten.

## Produkte

### Autos

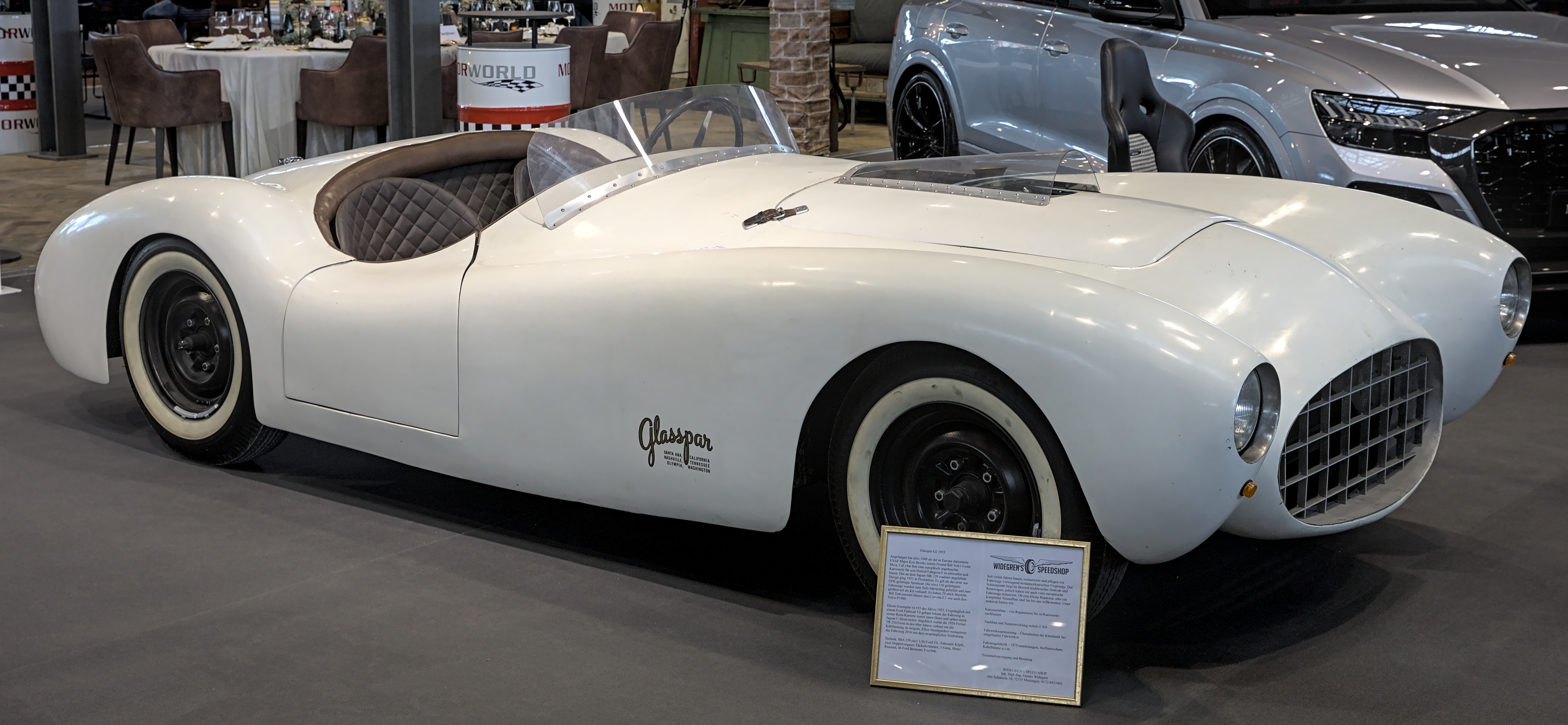
Glasspar G2 (1953)

Glasspar war das erste Unternehmen in den Vereinigten Staaten, das in größerem Umfang Karosserien aus GFK baute. Tritt setzte 1950 zuerst eine Jaguar-ähnliche Karosserie auf einen Willys Jeep, der der Frau seines Freundes Major Kenneth Brooks gehörte. Der Wagen wurde später vom Hersteller des Harzes, der Naugatuck Chemical Division der U.S. Rubber Company als Werbeträger für ihr neues Material Naugahyde aufgekauft. 1953 erhielt die Firma auch einen Auftrag zur Fertigung von 100 Karosserien für den Kaiser Darrin.
Daneben wurde als komplettes Automobil der D-2 herausgebracht. Auf einem Chassis eigener Fertigung mit 2540 mm Radstand wurden verschiedene V8-Motoren von Ford und Mercury montiert. Darüber kam eine Roadster-Karosserie aus GFK. Von den US-$ 950,– teuren Fahrzeugen wurden 250 Stück gebaut.
1955 wurde ein weiterer Roadster, der Ascot vorgestellt, dessen Styling im Stil der 1930er-Jahre gehalten war. Der Wagen besaß 2388 mm Radstand und wurde von einem Industriemotor von Ford angetrieben, der einen Hubraum von 2819 cm³ hatte. Sein Preis lag bei US$ 2400,–.
Zur Bauzeit der Fahrzeuge gibt es unterschiedliche Angaben: 1950–1954, 1951–1955 oder 1951–1958.

### Boote
Mitte der 1950er Jahre erreichte Glasspar mit 15 bis 20 % aller in den USA verkauften GFK-Sportboote einen beachtlichen Marktanteil. Die Produktpalette in der Bootssparte umfasste zahlreiche Modelle, darunter Segel- und Motorboote von etwa 2,4 m (8 ft) bis 7,6 m Länge (25 ft).
Einige Modelle waren in verschiedenen Ausstattungsvarianten (Sport-, Club- oder Standard ohne Namensprefix) erhältlich.
Eine unvollständige Auflistung der gefertigten Modelle umfasst:
- Sea Lion – 12' Runabout
- Dincat – 12' Segel-Dingi mit Mast aus GFK
- Dinkitten – 8' Segel-Dingi
- Privateer – 20' Segelboot mit unverstagtem GFK-Mast
- Balboa Boat – 13 ft Autodachboot
- Superlight Boat –  10' Autodachboot
- Marathon Boat – unter-14 ft Runabout
- Lido Series – 14 ft Runabout
- Citation Boat – 16 ft Runabout
- Avalon Boat – 16 ft Runabout
- G3 Boat – 14 ft Wasserski-Zugboot mit patentiertem Rumpf
- SuperG Boat – 16 ft Wasserski-Zugboot
- Seafair Series – 18 ft Kreuzer
- Flying V-175 - 17 ft Kreuzer
- del Mar – 16 ft Kajütkreuzer
- Tacoma – unter-14 ft Runabout
- Ventura – 21 ft Angel-Kajütkreuzer
- Meridian 21 – 21 ft Angel-Kajütkreuzer ähnlich der Ventura
- Meridian 25 – 25 ft Hochsee-Angelboot

Darüber hinaus entwickelte und baute die Entwicklungsabteilung auch ein 30 ft Kajütboot mit Flybridge. Als sich der Vorstand 1960 jedoch gegen eine Serienfertigung dieses Modells entschied, verließ Bill Tritt das Unternehmen, das er selbst gegründet hatte.
Letztendlich wurde das Unternehmen an Larson Boat Works verkauft.